# غواصة يو-14 (ألمانيا)
غواصة يو-14 كانت واحدة من 329 غواصة تخدم في البحرية الإمبراطورية الألمانية اثناء الحرب العالمية الأولى. شاركت الغواصة في الحرب البحرية في الحرب العالمية الأولى ومعركة الأطلسي الأولى. أُصيبت الغواصة من جراء غارة جوية على ميناء زيبروغ في بلجيكا المحتل من ألمانيا في ليلة 12 فبراير 1915.